# Letovice
Letovice (németül Lettowitz) település Csehországban, a Svitava folyó és a Křetínka patak összefolyásánál, a Blanskói járásban. Letovice Pamětice, Kunštát, Sulíkov, Skrchov, Svitávka, Deštná, Velké Opatovice, Stvolová, Vranová, Vísky, Vanovice, Brněnec, Lazinov, Horní Smržov, Nýrov, Míchov, Rozhraní és Petrov településekkel határos. Idővel Letovicéhez több környező kisebb falut is hozzácsatoltak: Babolky, Dolní Smržov, Chlum, Jasinov, Kladoruby, Kochov, Lhota, Meziříčko, Novičí, Podolí, Slatinka, Třebětín, Zábludov, Kněževísko, Zboněk, Klevetov. Lakosainak száma 7215 fő (2024. január 1.).

## Népesség
A település lakosságának változását az alábbi diagram mutatja:
| Lakosok száma | 5152 | 5561 | 6562 | 6196 | 6847 | 6640 | 6723 | 6745 | 6669 | 7215 |
|               | 1869 | 1890 | 1921 | 1950 | 1980 | 2001 | 2017 | 2019 | 2022 | 2024 |

## Történelem
A mai Letovicét befogadó völgy betelepítésének első jelei már a neolit korszakból nyilvánvalóak: kőből kialakított, nyílásokkal ellátott cséplőfelületeket fedeztek ott fel. Továbbá, a Lausitzi kultúrába sorolható bronzkorszakbeli tárgyak is előkerültek: kopja, valamint üreges, füles szekerce. Viszont sem a Hallstatti kultúrából, sem a Laténi korszakból nem maradt fenn a betelepítésről árulkodó semmilyen nyom. Ezzel szemben, a római korszakból származó pénzérmékre leltek, ami alátámasztja a Malá Hanán keresztül vezető kereskedelmi útvonal létezését. Traianus (i.sz. 98–117 között), Aurelianus (i sz. 270–275 között) és I. Constantinus (i.sz. 306–337 között) római császár idejéből való érméket is találtak. Az első szlávok kb. a 6. századtól kezdődően találtak itt letelepedésre alkalmas helyet, amit egy 1840-ban végzett feltárásnál lelt, homokkőből faragott szobrocska és istenszobor-fej bizonyít.
A Letovicéről szóló első írásbeli emlék 1145-ből való. Ez Olmützi III. Ottó levele, amiben a Litomyšlben található kolostor egy részének elajándékozásáról ír. Később viszont megállapítást nyert, hogy ez egy 13. századbeli hamisítvány. A helynév itt ugyanis Lethowicz formában van feltüntetve. 1241-ben Letovicét kifosztották a tatárok, akik Olmütz felől nyomultak be. A 14. század második felében Jan z Letovic összeállított egy közmondásokat és szólásokat tartalmazó gyűjteményt. 1399-ben Herald z Kunštátu elfoglalta a várat, majd azt 1424-ben a husziták vették be és a várost felégették.
A 15. században Letovicén lefordították ócseh nyelvre Marco Polo: Milion című latin útleírását. A fordítást Václav Hanka felhasználta nemegy hamisítványának ócseh nyelven való megírásához. 1505-ben Ladislav z Boskovic az eredetileg majd 100 éven át a Dolní [Alsó-] és Horní [Felső-] részből álló Letovicét egyesítette. 1645-ben várával egyetemben elfoglalták a várost a svédek, és azt három esztendő múltán ismét felégették. A harmincéves háború befejezte után több mint húsz év elteltével a város házainak két harmada üresen állt.
1754-ben alapították meg itt a vászonszövő manufaktúrát, ami a 18. század végéig Morvaföldön a legnagyobbnak számított. 1782-ben II. József magyar király a városnak gyapjúkereskedelmi jogot biztosított. Letovice 1848-ban a Boskovice járási fennhatóság alá került, majd 1849. január 1-én megindult az első vasúti korridor részét képező, Brno és Česká Třebová városok közötti vasútvonal üzemeltetése. 1906-ban felépült a helyi polgári iskola. Letovice 1936. november 13-tól lett mezővárosi rangra emelve.
1941. szeptember 20. éjjelén a „Szabadságunkért“ ellenállócsoport megtámadta a városi fürdőnél fekvő Lamplota hotelt. A támadást követően sokakat bebörtönöztek, illetve kivégeztek. A háború legvégén Letovicén a civil lakosságon elrettentő mészárolást követtek el. A partizánvadász-kommandó vezetője a szudéta származású Herbert Kuka volt Krnovból, aki emiatt soha nem került bíróság elé. 1960-ban Letovice a Blanskoi járás alá került. 1989. november 26-án a Civil Fórum kiáltványát 269 letovicei polgár írta alá.

### A letovicei uradalom tulajdonosai
- 1203?–1446 Letovicei uralkodó család
- 1446–1505 Lomnicei uralkodó család (az uradalom felét birtokolták)
- 1446–1544 Boskovicei uralkodó család (1505-től az uradalom felét birtokolták, egészében valamivel később)
- 1544–1613 Hardeki uralkodó család
- 1613–1654 Thurnui uralkodó család
- 1654–1664 Vrbnoi Jiří Štěpán Bruntálský
- 1664–1666 Erdődy Éva grófnő, született Forgács
- 1666–1668 Náchodi Eliška grófnő, született Sunioginová
- 1668–1711 Pohroneci uralkodó család
- 1711–1724 Roggendorfi Karel Ludvík gróf
- 1724–1820 Blümegeni uralkodó család
- 1820–1945 Kőröspataki Kálnoky úri család

## Vallás
Letovice főhercegi központ volt, ma a boskovicei esperességhez tartozik. A letovicei főhercegség részét képezte a Literát Gyülekezet, amiből Morvaföldön összesen 20 körül létezett. Ezek elsősorban templomi énekekkel, vallási dolgokkal és jótékonysággal foglalkoztak. Az első feljegyzés róluk 1596-ból származik, de alapítási időpontjuk nem ismert. II. József magyar király 1783-as rendelete alapján azokat megszüntették.
| Cseh Statisztikai Hivatal | 2001 |
| Lakosok száma összesen    | 6640 |
| Hívők összesen            | 3675 |
| - Római katolikus         | 3134 |
| - Evangélikus             | 241  |
| - Huszita                 | 15   |
| - Pravoszláv              | 5    |
| - Jehova Tanúi            | 4    |
| - Más                     | 746  |
| Ateista                   | 2219 |

A Boskovicei uralkodó család idejében a katolikusokhoz képest nagyobb mértékben kezdett elterjedni a Cseh-morva testvérek hitvallása. A Hardekiek uralma alatt Letovicén az Evangélikus kereszténység került előtérbe, ami miatt az uradalom területén hitkérdéses perlekedések fakadtak. Ebben az időszakban a lakosság zöme evangélikus vallású volt, és a harmincéves háború idején, illetve annak befejeztével - annak ellenére, hogy az uradalom Thurnoki fejei katolikusok voltak – a lakosság javarésze megmaradt evangélikus vallása mellett. Ezért több ízben jezuitákat hívtak meg, aminek következtében a 17. század végére a lakosság túlnyomó része konvertált a katolikus valláshoz. A Jezuiták ugyan 8 nap erejéig még egyszer visszatértek Letovicére1759 szeptemberében, viszont ennek dacára a lakosság egy része – a középkortól egészen napjainkig – kitartott protestáns vallása mellett.

## Népszokások

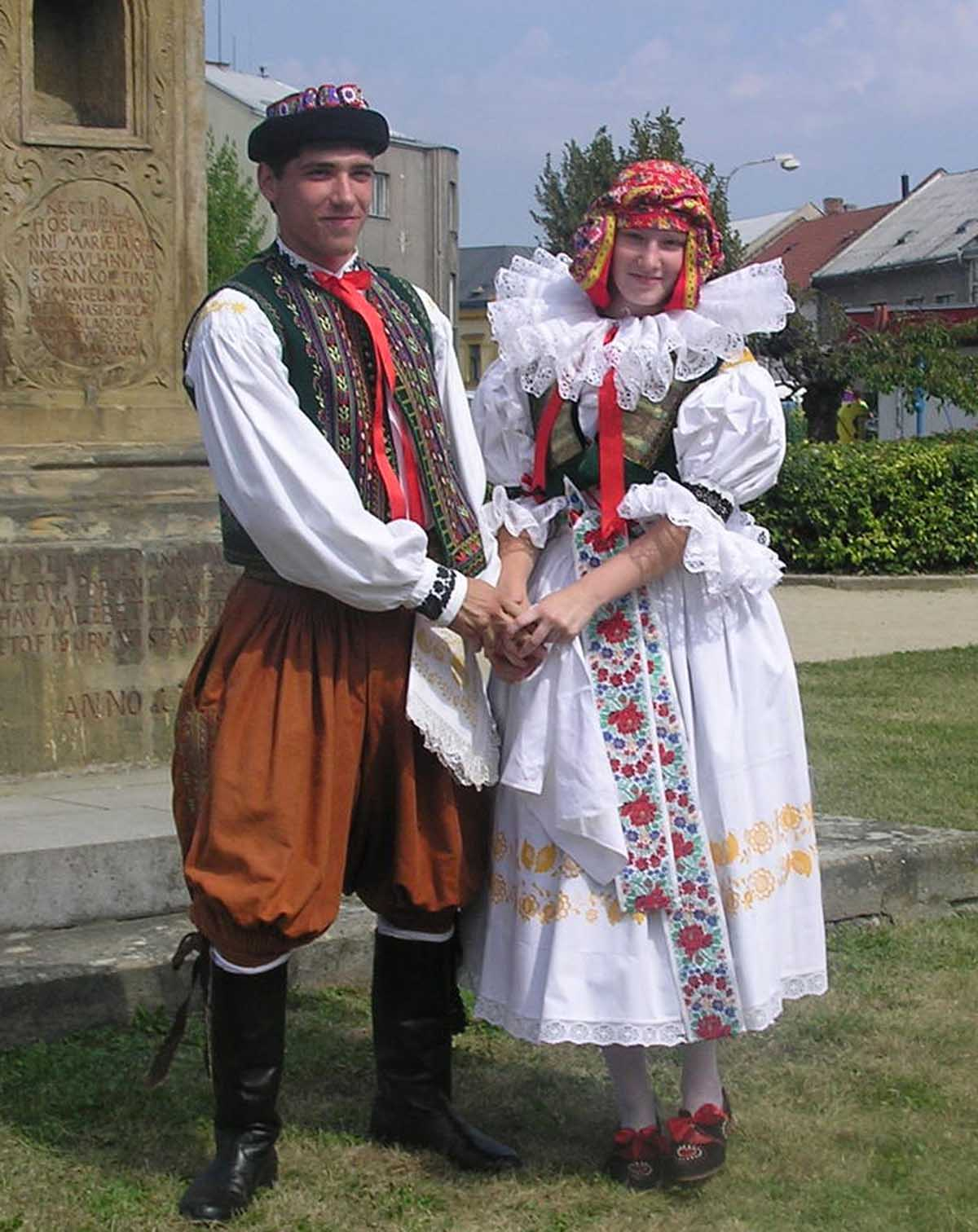
Hanái népviselet

A Letovice-környéki (Haná) népviselet leírását Miroslav Dukát népköltészeti gyűjtőnél találhatjuk meg, aki összegyűjtötte a helyi mondákat, meséket és népszokásokat. Népviseletben az emberek itt általában véve 1848-ig jártak, de az idősebbek még manapság is viselik. Az ünneplő „gúnyákat“ csak vasárnap vették fel templomba, lakodalmakba, vagy a szomszédos községbe való útra.

### Népviselet
Férfiviselet:
- Hétköznapi – hosszú posztónadrág, vagy bőrnadrág, posztóing.
- Ünneplő – rövid, térdig érő sárga nadrág, zsebeknél hímzéssel, térdnél hosszú díszes szíjacskákkal lekötve. Bő ujjú, ráncolt gallérú keményített ing. Nagy gömbölyű gombokkal  nyakig gombolódó sötét lajbi. Nyakban megkötve viselt színes keszkenő – hétköznapra     pamutszövetből, ünnepekre selyemből. A derékon széles, hímezett bőrszíj (benne gazdája nevével), aminek belsejébe a pénzt rejtették el. A lábakon (hideg időkben) térdharisnya és „kivikszelt“ csizma. A fejen széles filckalap, széles pántlikával, télen kucsma.

#### Női viselet
- Hétköznapi – posztószoknya, posztóing, kötény.
- Ünneplő – hosszú „kanavász“ lenszoknya, több alsószoknya, színes pamutharisnya, lapossarkú, díszes csatos cipellő. Mélyen kivágott, aprógombos vagy zsinóros, keményített lenposztóing (pruszli), a könyökig érő ujjakon bő csipkével szegélyezve. A nyak körül húzott csipkegallér, gyöngysor. Hűvösebb     időkben „marinkát“ öltöttek fel. A hosszú, keskeny ujjú női pruszlik szintén mély kivágású, gombos, testhez simuló. Télen felkerül a kiskabát (kötény vagy špenzl), ami a szélén ki van pántlikázva, vállrészén széles, öblös ujjakkal. Ezen kívül télen rövid ködmönt is hordtak. A fejen virágmintás kendő.

### Tájszólás
Az itteni tájszólást már csak elvétve használják, azt is csak az idősebb generáció és azt is csak a családon belül vagy kortársaikkal. Ez a tájszólás a cseh nyelv hanák beszédmódjából indul ki (pl.: a „Jede z Olomouce starou Škodou“ szabályszerű alakját tájszólásban „Jede z Holomóca staró Škodó“-nak ejtik). A fiatalabb generáció már csak a cseh szóalakokat használja.

## Mendemondák

### Visszhang
A Chlum községnél található útelágazásnál áll néhány, részben Novičíhoz és részben Chlumhoz tartozó ház. A helyet emberemlékezet óta „na Chlumské“ [chlumi] név alatt ismerik. Innen vezet egy út Babolky felé is. Kb. az út felénél állt egy „Chmelinek“ becézett berek. Ide előszeretettel ruccantak ki Babolkyból is és Chlumból is a családok gyerekeikkel együtt vasárnaponként egyet sétálni. A Chmelineken túl emelkedik egy domb, és ez a tájrész nagyon jó akusztikával rendelkezett, ami főleg langyos estéken volt markáns. Amikor az odaérők a Chmelinek felé elrikkantották magukat: „Jak je ti, Rakousko?“ [Hogy áll a Monarchia?]“, a visszhang azt felelte vissza tisztán érthetően: „Ouzko“ [félve, szorongásban].
Hasonló helyek találhatók a környéken máshol is. Az egyik ilyen helyen, a Lazinovból Prostřední Poříčí felé vezető úton, ahol a Křetínka völgyét övező magas domboldalak szintén visszaszólnak. Amikor feltették ugyanezt a kérdést: „Jak je ti, Rakousko?“, a visszhang elhaló hangon ismételgette: „Ouzko, ouzko, ouzko, …“. Ezek a népi elbeszélések abból az időből származnak, amikor a nemzetek szabadulni vágytak a már számukra elviselhetetlenné vált Habsburg zsarnoki uralomtól.

### Őrtorony
Meziříčkoból Skrchov felé indulva áll egy Hlásek [Őrtorony] néven ismert domb, aminek a csúcsán valaha régen, amikor Letovicén a mai kastély helyén még vár tornyosult, állítólag egy bástya vagy őrtorony volt, amiből a várba jelezték a közeledő veszélyt. A Hlásekből kilátás nyílik a széles völgyre, ellátni egészen Rozhraní településig, ezért könnyen észrevehették, ha ellenség közeledett valahonnan. A múltban Rozhranín, Borován és Letovicén keresztül vezetett egy út Cseh földről Brünnbe, az azon közeledő ellenséget időben észre lehetett venni. Az egykori bástyából nem maradt meg semmi, csak a domb neve őrzi a múltbeli rendeltetését, ami csehül: Hlásek.

### Kőlakodalom
A Kochovból Velké Opatovicébe vezető turistaúton eljuthatunk egy helyre, ahol különös sziklaképződményeket találunk. Alakjukból kivehető a lovashintó, amelyen ott ül a menyasszony és a vőlegény. Amikor egyszer erre hajtott az esküvői menet, a hintó előtt megjelent egy öreganyó, aki alamizsnát kért tőlük. Nem kapott semmi mást, csak szidalmat, és amikor erre sem volt hajlandó félreállni, a kocsis ráhúzott a korbáccsal. A banya haragosan átkot mondott rájuk: „Bárcsak kővé válnátok!“. És valóban – a hintó, a lovak, az egész esküvői menet, minden kővé vált. Az öreganyó átka megfogant rajtuk. Így fizettek meg fösvénységükért.

## Elhelyezkedése
Letovice Brünntől északra 47 km-nyire, Svitavytól pedig délre 27 km távolságban fekszik. Ez a Malá Haná, valamint a Česká Třebová, Moravská Třebová és Nedvědice körüli dombvidék. Letovice az egykori Cseh és Morva Tartományok országhatárának morva oldalán található.
- Malá     Haná – részét képezi a Letovicei völgykatlan, amelynek legmagasabb     pontja a Strážnice [Őrszoba] (443 m t.sz.f.). A Malá Haná     legmagasabb csúcsa a Nad Amerikou [Amerika fölött] (558 m t.sz.f.).
- Česká Třebová körüli dombvidék  – részét képezi a Letovice környékén     fekvő legmagasabb domb is, a Vlkov [Farkasdi] (599 m t.sz.f.).
- Moravská     Třebová körüli dombvidék – a letovicei környékhez csak     peremvidékként számítható hozzá, csak egyetlen domborulat erejéig, ami Na     vrších [Halom] (590 m t.sz.f.) néven ismert.
- Nedvědice körüli     dombvidék – ide a Křetínka folyócska völgye esik, ami eme dombvidék     és a Česká Třebová körüli dombvidék északi határát képezi. A Svitava folyó     pedig eme dombvidék és a Malá Haná keleti határának nyomvonala.

## Klímaviszonyok
A CSK a mérsékelt övbe esik. Letovice az MT3 enyhén meleg és az MT7 enyhén csapadékos klíma-övek átmeneti határán van, enyhébb lefolyású telekkel. Az időjárásra befolyással vannak többek között a szélviszonyok. A nyugati vagy délnyugati szél nyáron esőt és lehűlést hoz, ezzel ellentétben a télidőt enyhébbé teszi. A keleti vagy északkeleti szél pedig meleg, napos nyarat hoz magával, illetve télre erős fagyokat. 
| Klíma-öv                                        | MT3             | MT7             |
| 10 C hőmérsékleten felüli napok száma           | 120–140         | 140–160         |
| Nyári napok száma                               | 20–30           | 30–40           |
| Fagyos napok száma                              | 130–160         | 110–130         |
| Jeges napok száma                               | 40–50           | 40–50           |
| Januári átlaghőmérséklet (°C)                   | -3 és -4 között | -2 és -3 között |
| Áprilisi átlaghőmérséklet (°C)                  | 6–7             | 6–7             |
| Júliusi átlaghőmérséklet (°C)                   | 16–17           | 16–17           |
| Októberi átlaghőmérséklet (°C)                  | 6–7             | 7–8             |
| Napok száma átlagosan 1 mm-nél több csapadékkal | 110–120         | 100–120         |
| Csapadék összessége vegetációs időszakban (mm)  | 350–450         | 400–450         |
| Csapadék összessége téli időszakban (mm)        | 250–300         | 250–300         |
| Hótakarós napok száma                           | 60–100          | 60–80           |
| Verőfényes napok száma                          | 40–50           | 40–50           |
| Borús napok száma                               | 120–150         | 120–150         |

## Vízrendszer
Letovice a Svitava folyó mentén terül el, ami a Fekete-tenger vízgyűjtő területéhez tartozik. Az ivóvíz-ellátás a vlkovi vízvezetéken keresztül, Písečnéből és Poříčí felől biztosított. A březovi vízvezeték, ami szintén átszeli Letovice területét, elsősorban Brünnt látja el ivóvízzel. 

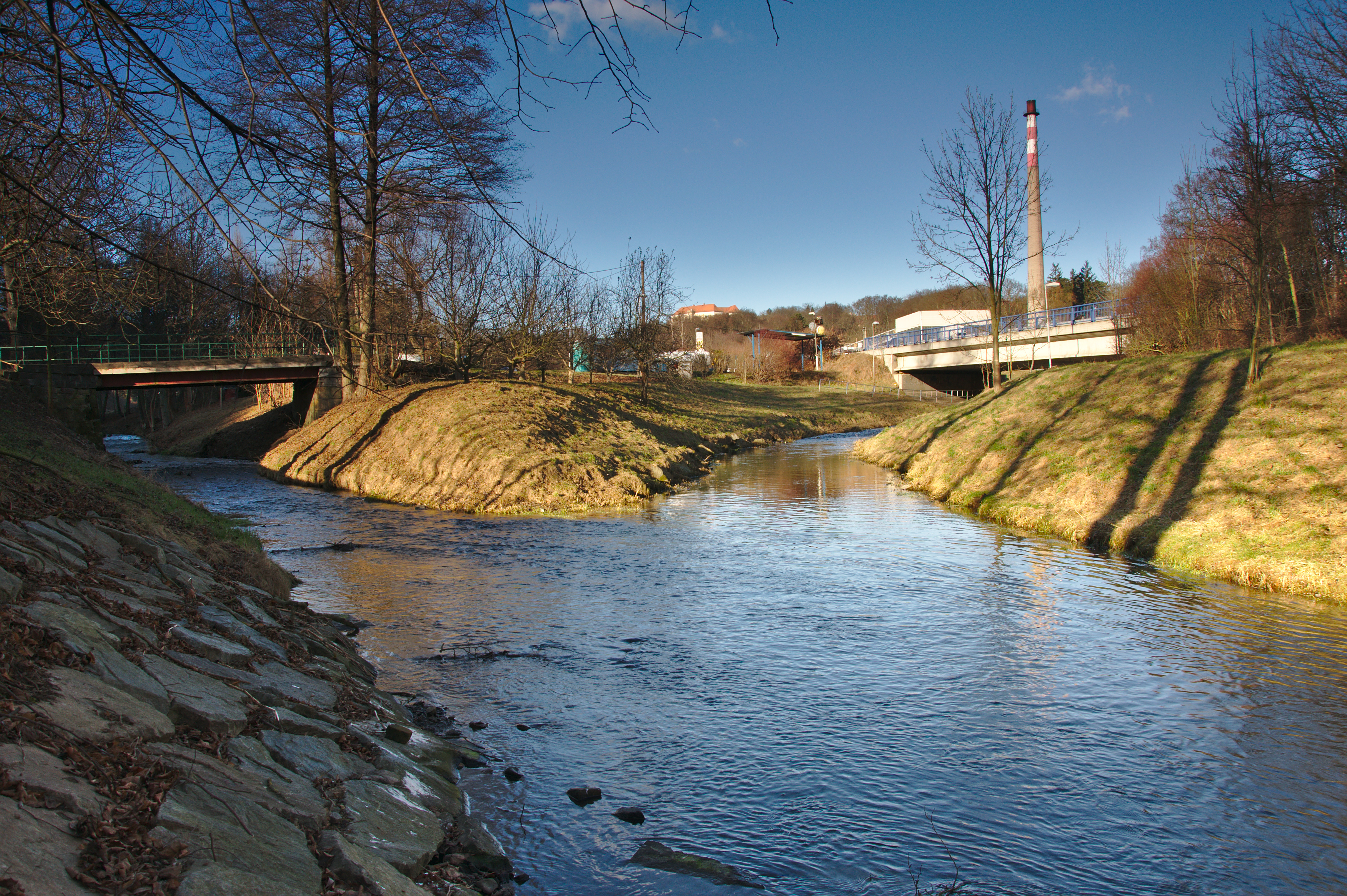
A Křetínka és a Svitava összefolyása Letovice déli részén

### Svitava
A Svitava folyó a Javornice hátságban (465 m t.sz.f.), Javorník településnél ered. Svitaván, Letovicén, Blanskon keresztülfolyva ér Brünnbe, ahol a Svratka folyóba torkolódik. Teljes hossza 97 km, a Duna vízgyűjtő területe alá esik.

### Křetínka
A Křetínka patak Stašov településtől 150 méternyire északra, 645 m t.sz.f. magasságon ered. A Svojanov vár alatt folytatja útját Bohuňov és Křetín falvakon keresztül Letovicébe, ahol a Tylex textilüzemnél a Svitavába torkolódik. Teljes hossza 29 km. 1972–1976 között megépítették rajta a Letovicei víztározót.

### Kladorubka
A Kladorubka patak forrása az egykori Andělka [Kisangyal] fürdő mögött van. 1964-ben kezdték meg az általa táplált Letovicei halastó telepítését, amelynek összfelülete 3,5 ha, legnagyobb mélysége 5,5 m. Halászterületként és pihenőhely gyanánt szolgál. A Kladorubka a Letovicei Gépgyárnál ömlik a Svitavába.

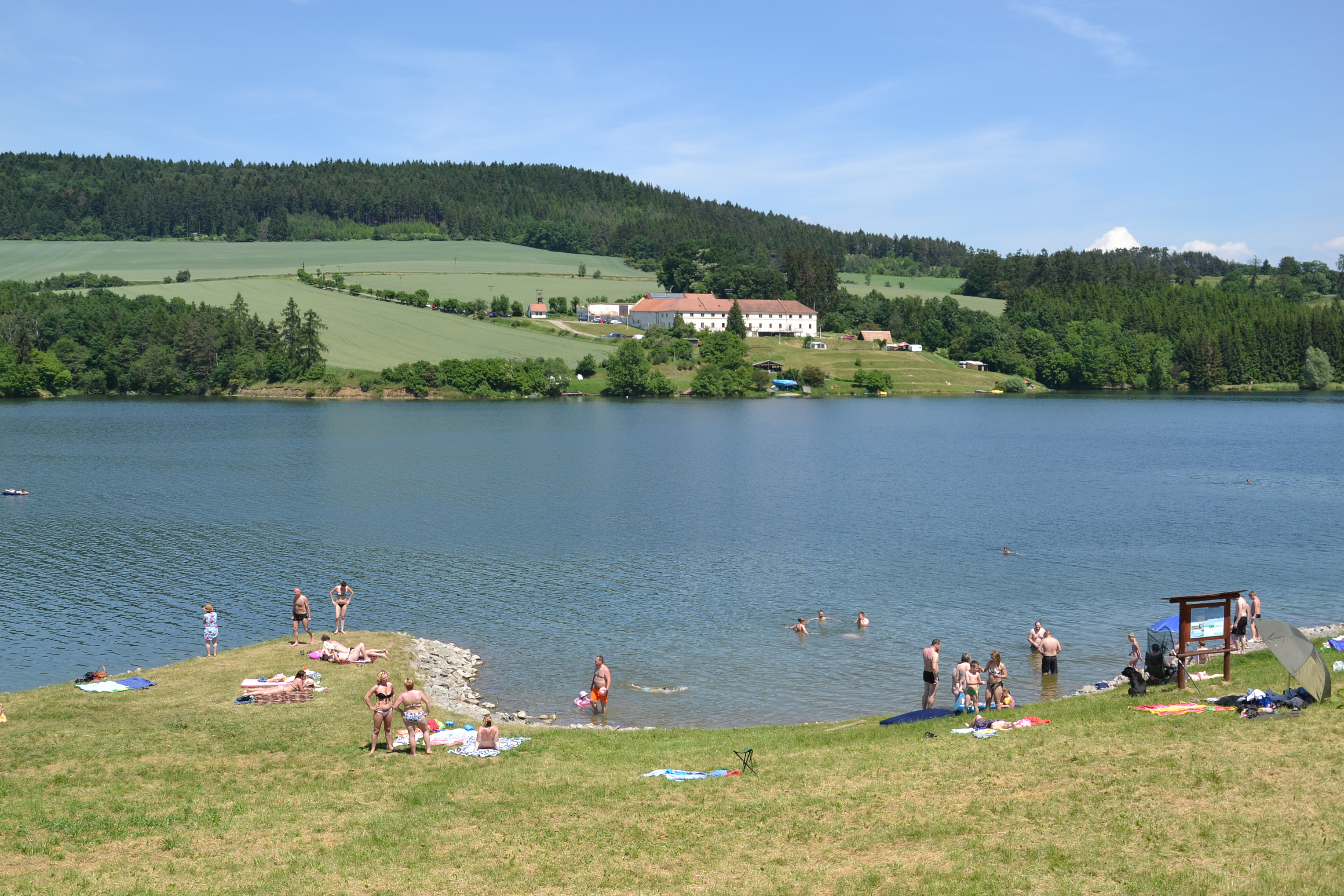
A Letovice melletti vízgyűjtő

### A letovicei víztározó
A víztározó legfőbb jelentősége az árvízvédelem és a Svitava folyó vízállásának szabályozása. A březovái vízvezeték kialakítását követően (1911–1912 között), majd a vízvezeték második ágának hozzácsatolása után (az 1972–1975 években, amit eredetileg 1929-re terveztek) a folyó vízszintje nagymértékben leapadt. A vízgyűjtő kialakításának terve már 1911-ben felmerült. Kőből rakott gátat terveztek kiépíteni, és 5,8 millió m3 tárolókapacitással számoltak. Az 1929-es tervezet már 11 millió m3 tárolókapacitással számolt, a gát lábánál vízierőművel. A tervek tényleges megvalósítása 1972 áprilisában indult be, és az építkezést 1976. december 31-re fejezték be. A teljes üzembeállítás napja 1979. október 1. volt. A víztározó az említett funkción kívül rekreációs célokat is szolgál és horgászhely is. A helyiek Křetínka néven emlegetik.
Adatai
- A gát hossza: 123 m
- A gát magassága: 28,5 m
- A gátkorona szélessége: 5 m
- A gát szórt anyagának teljes köbtartalma: 186 000 m³
- A víztározó max. hossza: 4,7 km
- A víztározó max. szélessége: 397 m
- A víztározó legnagyobb mélysége: 27,3 m
- Területe: 104,6 ha
- Tárolókapacitás: 11 570 000 m3
- A turbina teljesítménye: 100 kW
- A víztározó teljes leengedésének időtartama: 24,5 nap
- Az építkezés teljes költsége: 127 263 000 CZK

## Kultúremlékek
A kultúremlékekről szóló információk a Letovice kultúremlékeinek jegyzéke cikkben vannak feltüntetve (cseh nyelven).

### Isarno kelta skanzen
Egy maroknyi, a régmúlt történelmet újraéleszteni és saját bőrükön újra átélni vágyó lelkes csapat egy elhagyott kőbánya területén felépített a letovicei vízgyűjtő gátjának közelében egy kelta skanzent, amelynek az Isarno nevet adták. Ez a név a „vas“ szó, ókelta nyelven. Van itt egy bronzkori kovácsműhely, kiskocsma és sok más építmény. A területen belül szabadon mozognak a háziállatok – malacok, kecskék, juhok, kutyák, macskák. Akit érdekel a lovaglás, itt arra is lehetőség van. 2013-ban a skanzen három évnyi kényszerszünet után ismét kinyitotta kapuit, és elkezdték felújítását.

### Víztorony

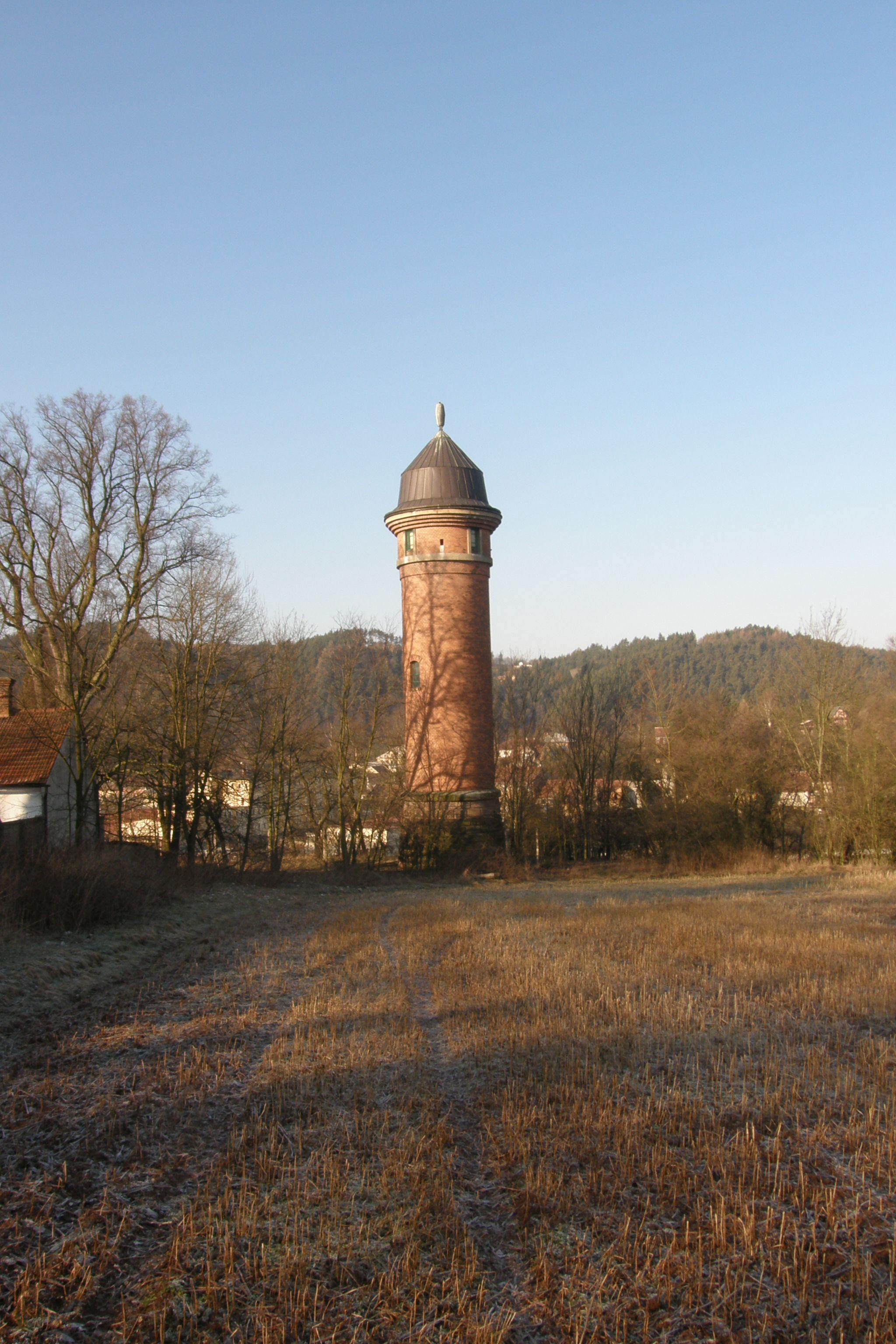
Az I. březovái vízvezeték víztornya

Mai napig működésben lévő műszaki jellegű építészeti műemlék. Magassága 20 m. Az 1911-ben kialakított I. březovi vízvezeték alkotórészét képezi. A torony közvetlenül a városi temető mellett magasodik.

### Sázavai Szent Prokop templom

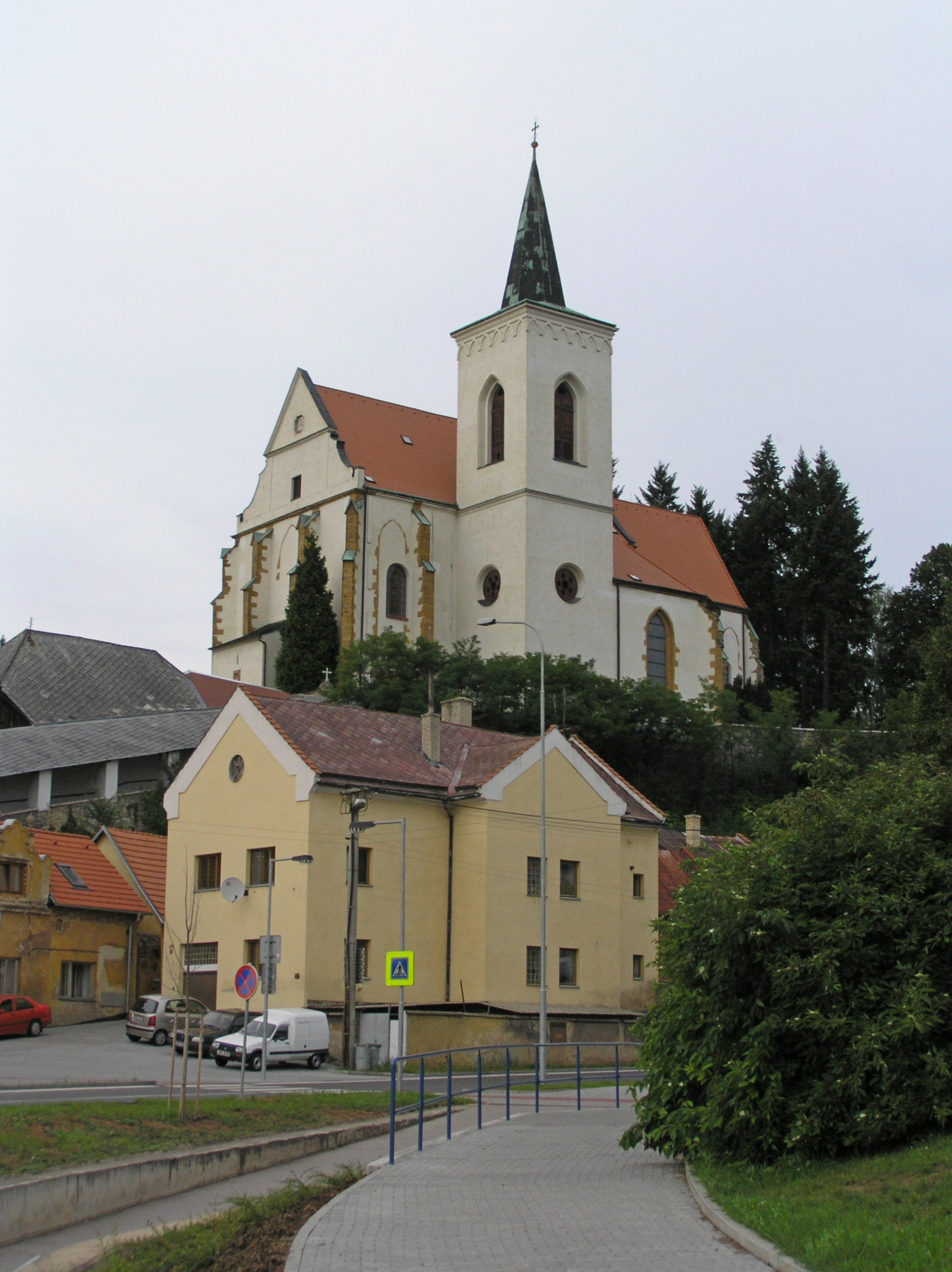
Sázavai Szent Prokop templom

Az eredetileg gótikus Sázavai Szent Prokop templom 1370 és 1380 között épült, később többször is átépítették. A templom előtt plébánia áll, amiről az első írásbeli emlék már 1353-ból szól. A templomban a letovicei uradalom egykori birtokosainak történelmi értékkel bíró síremlékei láthatók.

### Irgalmasok kolostora

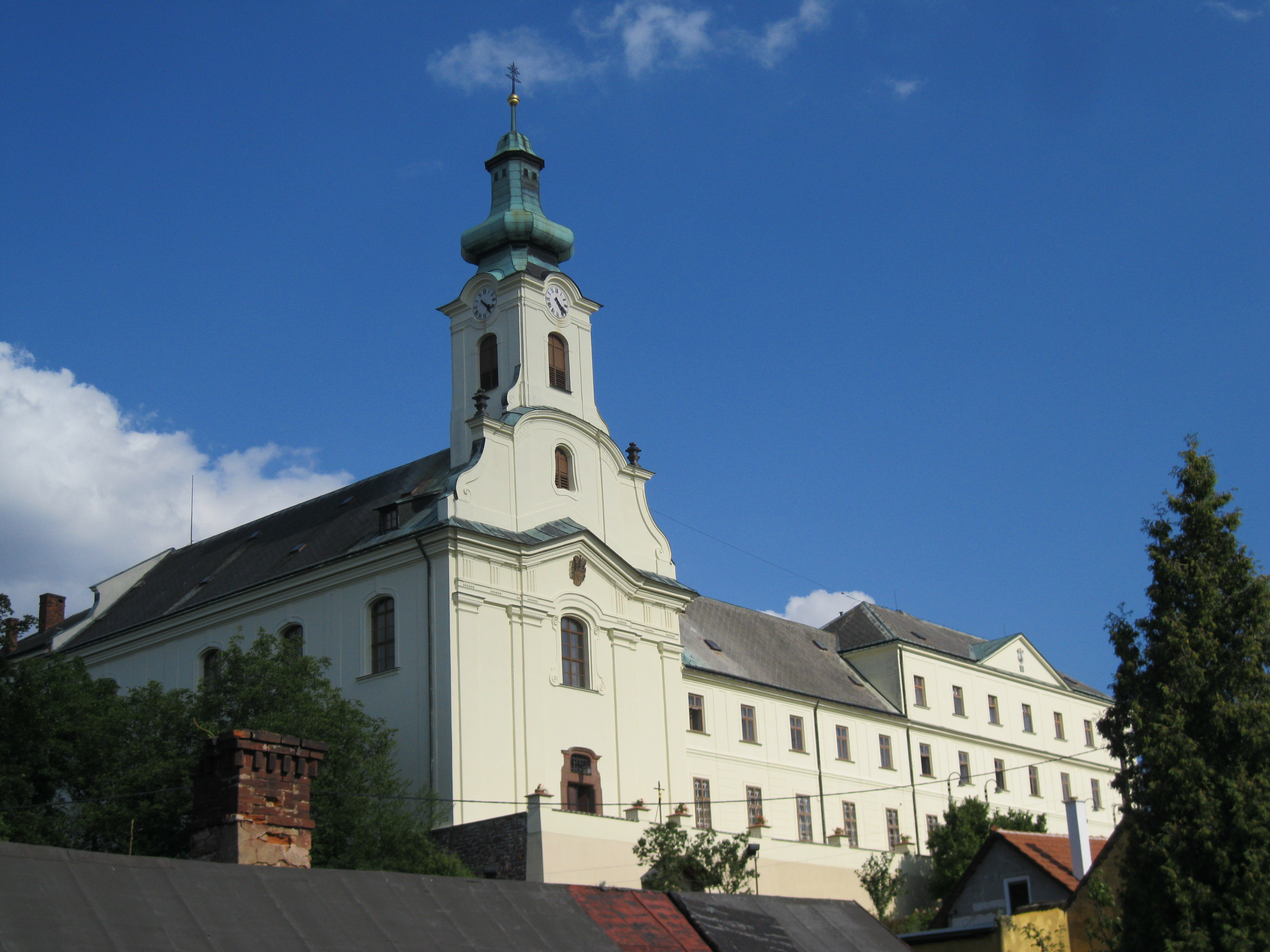
Irgalmasok kolostora

Az Irgalmasok kolostora Blümegen Kajetán Henrik 24 000 aranyat számoló adományából lett felépítve Letovicén, aki azt azzal a feltétellel engedélyezte, ha a kolostor részét fogja képezni egy lazarett is. A barokk kolostor építője Longinus Traub bécsi szerzetes volt. A munkálatoknak 1751. április 26-án fogtak neki, és 1784-ben fejezték be.
A kolostor szt. Vencelnek (I. Vencel cseh fejedelem) szentelt templomát Daněk János letovicei festő díszítette ki festményeivel 1930-ban. A szentély letovicei születésű Čapek Ferenc által adományozott orgonája 1917-ből való. A templom alatt sírbolt található. A kolostorban gazdag falfestésű gyógyszertár is működik, eredeti felszereléssel 1760-ból. A kolostorban jelenleg a Letovicei kórház intézete székel, ahol az idős elfekvő betegeket kezelik.

### Letovice kastélya
Az eredetileg 14. századi faerődöt a későbbiekben átépítették kővárrá, három felvonóhidas kapuval védve. A várat idő haladtával kastéllyá alakították át. A letovicei kastély jelenlegi arculatát a 19. század 30. éveiben kapta, amikor a Kálnoky úri család birtokolta.

### Letovicei kastélypark

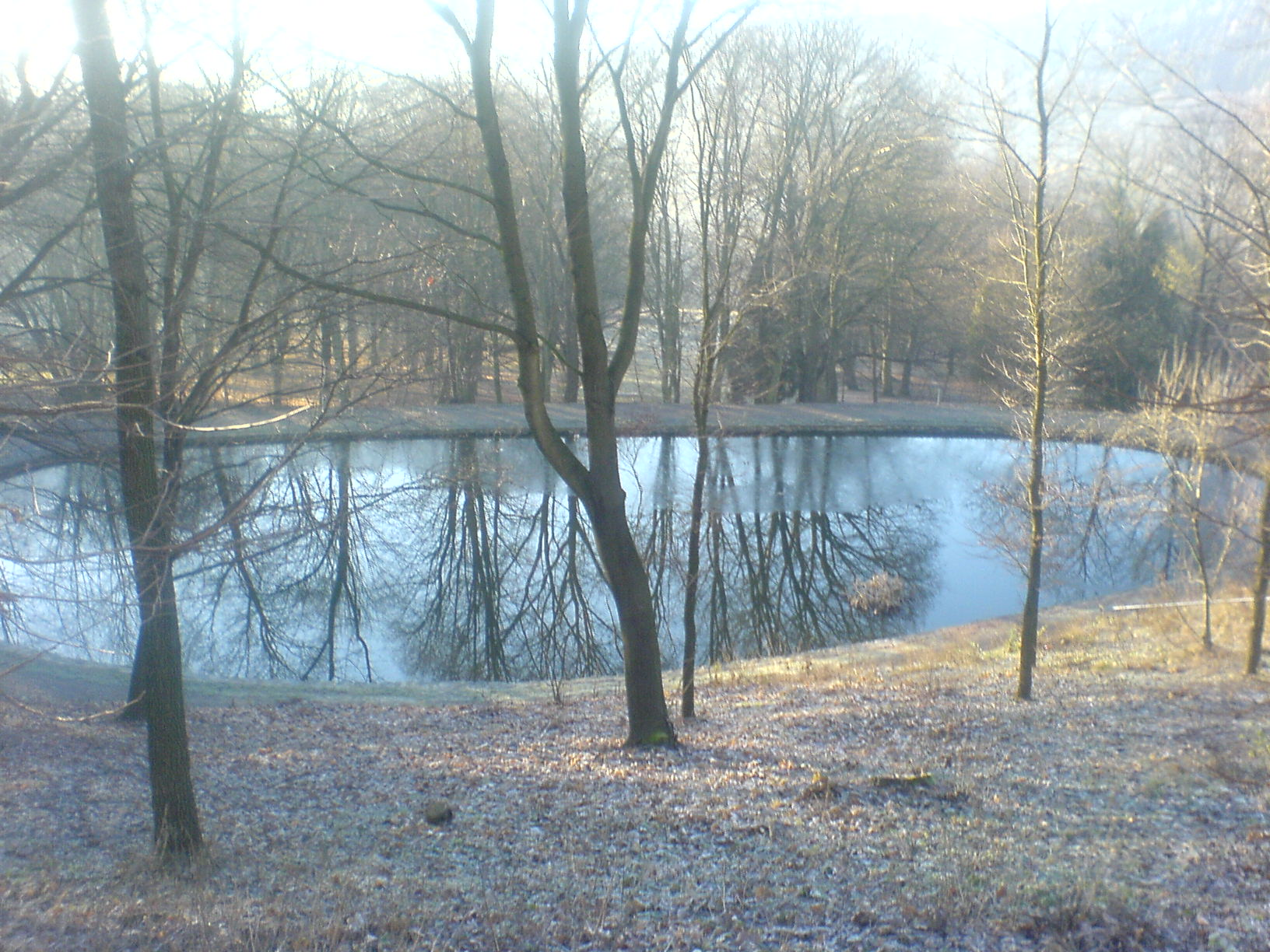
Tavacska a letovicei kastélyparkban

A letovicei kastélyparkban található tavacska vízfelülete 27,6 ha. A park műemlék és kiemelten védett terület gyanánt van nyilvántartva. Terjedelmes, természetes küllemű, gótikus jelleggel kialakított romantikus liget.

## Városi önkormányzat

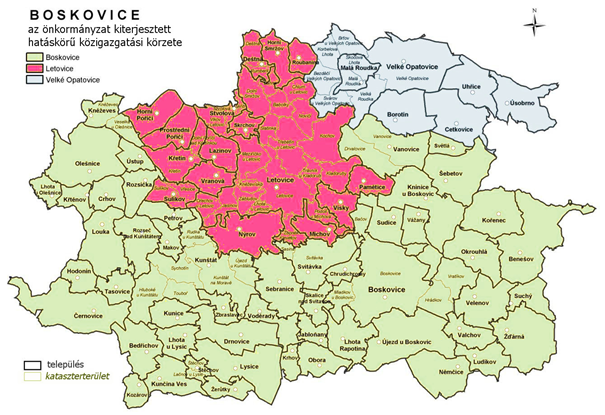
Boskovicei önkormányzat kiterjesztett hatáskörű közigazgatási körzete

### Polgármesterek
Letovice városházában felállított emléktáblán polgármestereinek jegyzéke olvasható, 1848-tól napjainkig: 
| Időszak   | Név                                         |
| 1848–1856 | Kašpar Kašparides                           |
| 1856–1867 | Hynek Háder                                 |
| 1867–1876 | Jan Biegner                                 |
| 1876–1879 | František Jeřábek                           |
| 1879–1884 | Jan Pivnička                                |
| 1884–1889 | Hynek Háder                                 |
| 1889–1894 | Jan Pivnička                                |
| 1894–1910 | Karel Synek                                 |
| 1910–1911 | Karel Chládek                               |
| 1911–1918 | Josef Biegner (ügyvezető községi tanácsos)  |
| 1918–1919 | MUDr. Josef Daníček                         |
| 1919–1920 | Josef Macháček                              |
| 1920–1924 | František Štorek (ügyvezető első helyettes) |
| 1924–1928 | Josef Petr                                  |
| 1928–1932 | Jeňko Plevač                                |
| 1932–1939 | František Pelíšek                           |
| 1939–1945 | František Chmelař (városi megbízott biztos) |
| 1945–1945 | Jaroslav Skoupý                             |
| 1945–1951 | František Kalina                            |
| 1951–1952 | František Šimek                             |
| 1952–1964 | Jaroslav Dvořáček                           |
| 1964–1976 | Antonín Konopáč                             |
| 1976–1980 | Aleš Šoch                                   |
| 1980–1989 | František Adam                              |
| 1989–1990 | Miloslav Bursa (képviseleti alelnök)        |
| 1990–1992 | Zdeněk Kolár dipl. mérnök                   |
| 1993–1994 | Bohuslav Kuda                               |
| 1994–2006 | Josef Novotný                               |
| 2006–2010 | Mgr. Radek Procházka                        |
| 2010–2018 | Vladimír Stejskal                           |
| 2018–     | Petr Novotný                                |

Letovice a "város" (törvényhatósági joggal felruházott város) rangot 1936-ban nyerte el, addig mezőváros gyanánt volt elismerve.

## Letovice környéke
A letovicei kistérség 2000. május 18-án tömörült egységbe, az egyes települések hatáskörét és jelentőségeit túllépő volumenű projektek támogatásának céljából. A tömörület 15 települést karol fel. Nevezetesen: Deštná [Esős], Horní Poříčí [Felső Folyamvidék], Horní Smržov [Felső Kucsmagombás], Křetín [Krztin], Lazinov [Lázáros], Letovice, Míchov [Gerincvelős], Pamětice [Emlékfalva], Petrov [Péteres], Prostřední Poříčí [Középső Folyamvidék], Roubanina [Ácsoltas], Skrchov [Görnyes], Stvolová [Tőkocsányos], Vísky [Falucska] és Vranová [Varjas]. A letovicei kistérség 103 km² területet foglal el, ami a Blansko járás 10,6 %-át teszi ki. Lakossága 9 600 főt számlál (a blanskói járás kb. 9 %-a), az átlagos 1 km²-re viszonyított népsűrűség 96 lakos, tehát mélyen az összországi átlag alatt van (132 lakos / 1 km²).

## Közlekedés
Letovicén keresztül már a régmúlt időkben keresztülvezetett egy jelentőséggel bíró kereskedelmi útvonal, amelyet “trstenicei útvonalnak” is neveztek, és Brünnből kiindulva Černá Hora és Svitávka városokon keresztül halad Letovicébe, majd onnan tovább Bystrén és Poličkán keresztül egész az Elba mellékéig. Manapság Letovicét közutak és vasútpálya szeli keresztül, konkrétan:
- E461 nemzetközi autóút ►A Svitavy – Brünn – Mikulov – Bécs irányvonalat követi. A CSK területén 127,714 km hosszban vezet át. Kiindulópontja az I/35 és az E442 nemzetközi autóút részét képező I/43 közutak kereszteződése. Letovicén csatolódik hozzá a 365. és 368. sz. 2. osztályú közút. Az E461-es autóút I/43 sz. 1. osztályú közútága egészen Brünnig elvezet. Brünnt már a D52 autósztráda gyanánt hagyja el, majd tovább az I/52 sz. 1. osztályú közútként Pohořelicétől egész Mikulovnál található határátkelőig.
- Brünn  – Česká Třebová vasúti korridor ► A 91 km hosszú pálya előkészületeinek 1842-ben láttak neki. Az építést 1843-ban kezdték, a közlekedés 1849. január 1. napon indult be. Az önálló Csehszlovákia 1918-as  megalakulását követően, a meglévő pályát kétnyomtávúvá bővítették. A pálya villamosítását 1996-ban kezdték, és 1999. január 24-re sikeresen befejezték.

## Oktatás
A város a következő tanhivatalokkal rendelkezik:
- Három óvoda – Komenského 671/11, Čapkova 802/10 és Třebětínská 28/19 számok alatt.
- Alapiskola – Egy épülete a Tyršova 23/1023 szám alatt található (ez valaha kisegítő iskolaként működött), az újonnan épített és 2019/2020-ban felújított terjedelmes iskolakomplexum a Komenského 5 szám alatt székel.
- Alapfokú Művészeti Iskola – 1952. október 1-én alapították. Több helyszínt cserélve végül a Masaryk tér 29. szám alatti épületben kapott helyet. Képzőművészeti, többféle hangszeres és balett ágazata van. Mellette működik a „Sluníčko“ [Napocska] nevű gyermekénekkar, az intézet igazgatója által vezetett és komoly nemzetközi sikereket elért fúvószenekar, a külföldöt megjárt majoretta tánccsoport, és egy vonósegyüttes is.
- Masaryk Szakközépiskola és Iparista Inasiskola – Az iskola épületét 1931. augusztus 23-án adták át ünnepélyesen rendeltetésének. Az oda jelentkező diákok száma növekedésére tekintettel, az épület többször is bővítésen ment keresztül. A tanítás három, érettségivel végződő szakon, valamint három iparszakon, továbbá egy felépítményi ágazaton folyik.
- Püspöki Gimnázium – Jogrendileg 1991. szeptember 27-én lett elismerve, de a tanítás csak 1993. szeptember 1. napon indult meg. A gimnázium humán beállítottságú gyanánt indult, az angol, német és latin nyelvet oktatták. 2012-ben az iskolát csatolták a Brünni Püspöki Gimnázium intézetéhez.
- Letokruh [Évgyűrű] – Szabadidős központ, 2015. júniusáig Ifjúsági Ház státusz alatt működött. Számos szakkör tevékenykedik itt, rendezvényeket, üdülőtáborokat     és kinnlakásos kirándulásokat szervez.

## Sport
Letovice több lehetőséget kínál sporttevékenységhez. Ide tartozik a városközpontban működő fitnesz testedző központ, vagy a 24 x 42 m alapterületű sportcsarnok, mellette röplabda- és strandröplabda-pályával. A szabadtéri csúszdás strand mellett minigolf-pálya és 7 kültéri teniszpálya található. A téli teniszezés is lehetséges: október 14-től április 11-ig a teniszpályákat felfújható tetővel befedik.

### Letovicén működő sportklubok
- Repülőklub – Az első Aeroklub 1949-50-ben jött létre, majd 1997. július 11-én újjáalapították. Érdeme a hangárral ellátott letovicei reptér kiépítése, ami lehetővé teszi az amatőr pilótaegyesület hatókörébe tartozó repülőgépek üzemeltetését, továbbá bemutatókat tart, vagy az ifjúsági rakétakör versenyeit szervezi meg. A reptér 1999. október 1-től hivatalos bejegyzésre is került.
- Aikido – A japán aikido harcművészetet ápoló szakkör.
- TJ Sokol [Sólyom Testnevelő Egyesület] – Felöleli többek közt a röplabdával, a floorballal, a testépítéssel, a tenisszel és a vitorlázással foglalkozó sportegyletek tevékenységét.
- Orel [Sas Testnevelő Egyesület] – Keresztény sportszervezet.
- AFK (Amatőr Futballisták Klubja) – Az „A“ csoporton belül 1. B. osztályban rúgja a bőrt. A focipályájuk önműködő öntözőrendszerrel van felszerelve, befogadóképessége 2500 fő.

## Ipar, mezőgazdaság
A mezőgazdaság itt elsősorban a takarmánynövények termesztésére, a kevésbé igényes terményekre és a szarvasmarhatenyésztésre fókuszál.
Az iparágazatok Letovicén textil-, keramika-, gépészeti- és kőfaragó-ágazatban vannak képviselve. A legjelentősebb cégek közé jelenleg ezek tartoznak:
- Tylex – Függönyöket, csipkéket, tüll- és voile anyagokat, valamint ipari szitaszöveteket és 3D textíliákat gyártó üzem.
- Letovické strojírny s.r.o. [Letovicei Gépgyár Kft.] – Gépalkatrészek és gépelemek gyártásával (a felületkezelést is beleértve), szerelésével és forgalmazásával foglalkozó gyár.
- Letoplast – Műanyag idomtermékek gyártása, szerelőgyárak részére.
- Keramika Letovice s.r.o. – Csempék, kályhalapok, kályha tartozékok, samott falazóanyagok, kerámia-borítások, samott kéménybetétek, valamint kerámiázáshoz használatos agyag gyártása és forgalmazása.
- Alfachem s.r.o. – Mosó- és tisztítószerek gyártása és forgalmazása.
- Českomoravská textilní s.r.o. [Cseh-morva Textil Kft.] – Lakástextília gyártása.
- Kamenoprůmysl     Komárek s.r.o. [Komárek Kőipari Kft.] – Portfóliója     főleg az építőipart karolja fel, de foglalkoznak síremlékek és egyházi     jellegű kegytárgyak kialakításával is.

## Hírneves helyi születésűek
- Jan Bárta-Letovský (1821 – 1898) – Az Amerikai Egyesült államokban cseh nyelven elsőként kiadott újság szerkesztője.
- Eduard Bígner (1843 – 1923) – Szerzetes; a boszniai trappista kolostorban kapott nevét használta (Josef). 1864-ben misszionáriusként Afrikába ment, ahol összehozta a sors az ismert cseh utazóval, Dr. Emil Holubbal, amikor annak megmentette az életét. Emmauszban van eltemetve.
- Josef Brauner (1863. 12. 23. – 1942. 7. 19.) – 1895. júliusában a Daimler-Motoren–Gesselschaft vállalat tervezőjeként kezdett dolgozni. Többek között ő tervezte meg a 35 HP típusú gépkocsimotort, valamint ő vezette a Mercedes 1904-es modelljének megszerkesztését. 1908-ban kilépett a cégből és Berlinbe költözött, ahol folytatta gépkocsitervezői pályáját. Munkásságáért 1918-ban Érdemkereszttel tüntették ki.
- Jan Daněk (1894 – 1961) – Festő, restaurátor. Zlín, Letovice, Starý Svojanov, Hrabyně és Bílý Újezd települések templomainak kidíszítésénél, illetve felújításánál dolgozott.
- Jan Dvořáček (1887. 11. 12. – 1956. 7. 22.) – Politikus a Csehszlovák Köztársaság idejében.
- Otakar Halámka (1914. 6. 5.) – A Brit Királyi Légierő (RAF) földi személyzeténél szolgált tizedesi rangban.
- Emanuel Janoušek (1875. 9. 29. – 1939. 11. 15.) – A Letovicei Továbbképző Ipariskola megalapításának egyik kulcsalakja. Részt vett az 1. világháborúban. A Masaryk Szakközépiskola és Iparista Inasiskola megalapításának kezdeményezője (ahol 1931. 9. 1-től megkezdődött a tanítás), melynek később első igazgatójává választották. A Letovice mezőváros Kalendáriuma c. kiadvány társszerzője, valamint a Letovice város emlékei c. könyv szerzője, de második kötetének befejezését már nem érte meg.
- Emil Janoušek (1916 – 1971) – Az RAF 311. bombázó légirajának fegyverkezési tisztje.
- Kálnoky Gusztáv (1832. 12. 29. – 1898. 2. 13.) – Osztrák-magyar diplomata, 1881 – 1895 között külügyminiszter.
- arch. Arnošt Krejza dipl. mérnök (1923 – 1989) – Cseh műépítész.
- Hubert  Lamplota (1877. 3. 17. – 1958. 10. 7.) – Valódi hazafi, Letovice műpártolója. Egy  szegény családból brünni nagyiparosig dolgozta fel magát. 1932.  áprilisában Letovice díszpolgárává választották. A gazdasági válság idején  a helyiek számára munkalehetőséget teremtett: a fürdőt építtette fel. Letovice városi rangra történt emelésének alkalmából (1936. 11. 13.) a városi hivatalnak drágakövekkel ékesített ezüst pecsétnyomót készíttetett. Az 1948-as kommunista puccs után minden vagyonát elkobozták.

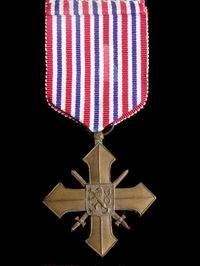
Csehszlovák Érdemkereszt 1939-ből

- Roman Mrázek (1921. 11. 21. – 1989. 11. 17.) – Főiskolai tanár, orosz nyelv- és irodalomtudomány professzora Brünnben.
- Jindřich Nováček (1924. 12. 11.) – 1943 januárjától az RAF egységeinél szolgált.
- Josef Novák (1912. 3. 6. – 1940. 6. 2.) – Asztalosnak tanult ki, majd 1931 – 1933 között az Ifjúsági Repülőiskola diákja lett Prostějovban. Kinevezték tábori pilótának (1934), vadászpilótának (1936), majd éjjeli berepülőpilótának (1937). A megszállást követően Lengyelországon keresztül Franciaországba emigrált, ahol egy hónapig az Idegenlégió 1. gyalogezredénél szolgált, ezt követően pilótaképzésen vett részt és 1939. decemberében francia pilótadiplomát szerzett. 1940. júniusában egy Dewoitine D.520-as géppel végzett próbarepülésnél lezuhant. Az Arras melletti Neuville-La Targette csehszlovák katonatemetőben van eltemetve. Josef Novákot 1939-ben Csehszlovák Háborús Érdemkereszttel tüntették ki, valamint Csehszlovák Vitézi kitüntetést, és a francia katonai egységekhez való hűségért járó Külhoni Csehszlovák Hadsereg „F“ bronzfokozattal ellátott Emlékplakettet is kapott. 1991-ben In Memoriam ezredesi rangot kapott.
- Alois Páteček (1914. 5. 20. – 1959. 10. 19.) – Az RAF 310. vadászrepülő-légirajánál szolgált szerelőként. 1991-ben In Memoriam ezredesi rangot kapott.
- arch. Bedřich Rozehnal, dipl. mérnök, DrSc. (1902. 6. 2. – 1984. 6. 11.) – Műépítész. Főleg kórházak és egészségügyi intézmények tervezésével foglalkozott. Az ő keze alól kerültek ki pl. a ČKD Blansko Egészségügyi Központjának (1950), a Nové Město na Moravě Kórház (1940), valamint a hodoníni kórház boncolótermének, operációs és belgyógyászati épületszárnyának, és Brünn Černé Pole negyedének Gyermekkórház (1948) tervei. Professzorként is tevékenykedett a Brünni Műszaki Főiskola Műépítészeti Karán.
- Jaromír Toul (1917. 2. 13. – 1940. 12. 16.) – Az RAF 311. bombázó légirajánál szolgált fedélzeti lövészként. 1940. decemberében bevetésre került Mannheim légitámadására, amikor Vickers Wellington gépük hibája folytán idő előtt visszavezényelték. A gép az East Wretham anyareptérhez közeli erdőbe zuhant le. A szerencsétlenségnél életét vesztette Jan Křivda repülőkapitány és Jiří Janoušek elülső lövész, Jaromír Toul kórházba szállítás közben halt meg. A Honington városánál fekvő All Saints Chuchyard temetőben temették el. 1991-ben In Memoriam alezredesi rangot kapott.

## Partnervárosok

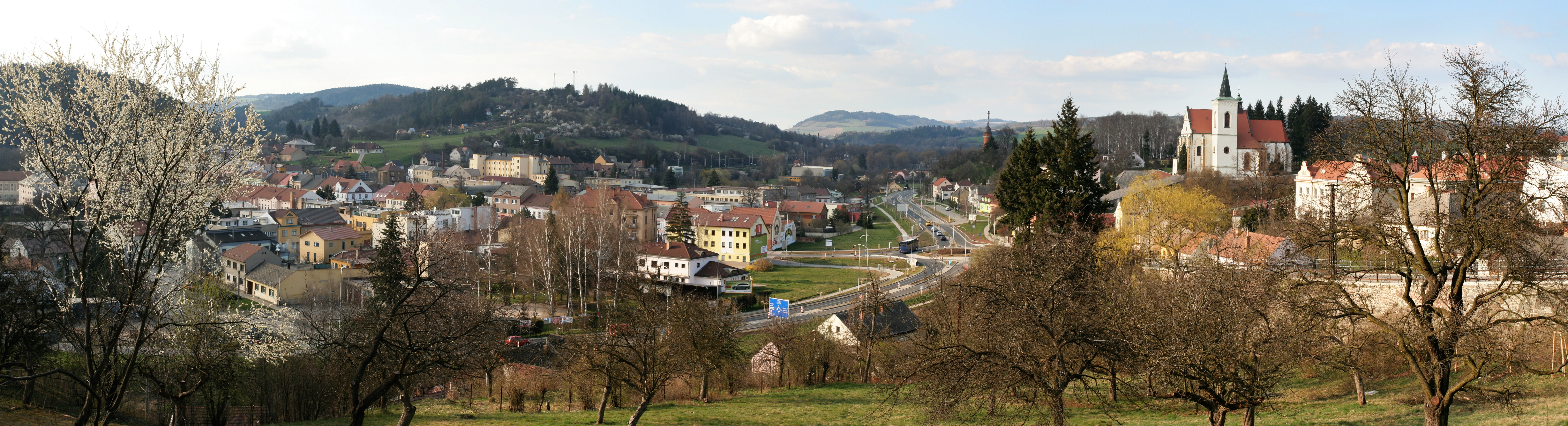
Letovice városának panorámafelvétele

- Kirchlinteln,     Németország